# لوناسدا
لوناسدا (به فرانسوی: Lounasda) یک منطقهٔ مسکونی در مراکش است که در استان قلعه سراغنه واقع شده‌است. لوناسدا ۹٬۵۶۸ نفر جمعیت دارد.